# Van Veldenschool
De Van Veldenschool was de enige protestantse basisschool in het katholieke Lichtenvoorde in de Nederlandse provincie Gelderland.

## Geschiedenis
De school kreeg haar naam van het eerste hoofd, F.E. van Velden, en was aanvankelijk bekend als de F.E. van Veldenschool. Daarna werd als hoofd benoemd dhr. Roel Bosman. Deze werd in 1975 opgevolgd door Cor Langbroek. Tijdens zijn periode werd de toenmalige kleuterschool de Springplank onderdeel van de Van Veldenschool. In 2003 werd Langbroek opgevolgd door Bert Smit.
Begin 2009 verhuisde de Van Veldenschool naar een nieuwe locatie in de Sint Jorisschool aan de Varsseveldseweg. De Sint Jorisschool werd het jaar daarvoor opgeknapt voor 1,4 miljoen euro.